# Clorose
A clorose, em botânica, é a condição de uma planta, em que as suas folhas não produzem suficiente clorofila.
As folhas apresentam uma coloração diferente da normal: verde pálido ou amarelado.
Pode provocar a morte da planta devido à menor capacidade desta produzir carboidratos.